# Pocopaschia
Pocopaschia is een geslacht van vlinders van de familie snuitmotten (Pyralidae), uit de onderfamilie Epipaschiinae.

## Soorten
- P. accelerans Dyar, 1914
- P. bellangula Dyar, 1914
- P. brachypalpia Dognin, 1910
- P. noctuina Schaus, 1912